# Eyjafjörður

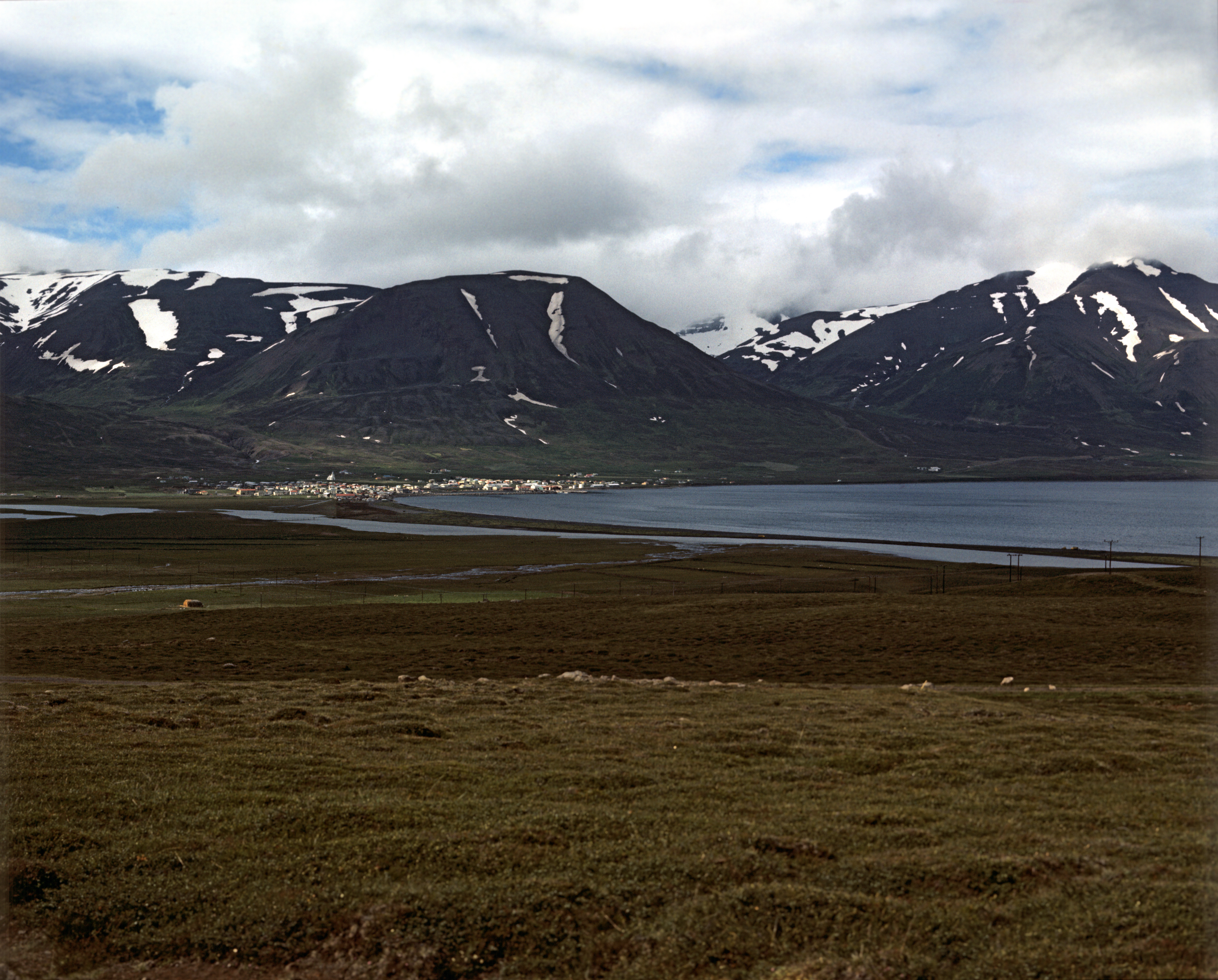
Eyjafjörður mit Dalvík

Der Eyjafjörður (auch: Eyjarfjörður) ist ein etwa 60 Kilometer langer und bis zu 24 km breiter Fjord im Nordosten Islands im Osten der Halbinsel Tröllaskagi. Er ist der längste Fjord Islands.

## Lage und Form
Er wird im Westen von Tröllaskagi begrenzt und im Osten von der ebenfalls gebirgigen Halbinsel Flateyjarskagi. Auch hier ragen die Berge bis über 1000 m auf, z. B. Kaldbakur (1167 m).
Der Fjord ist ziemlich tief, es gibt allerdings zwei Untiefen, die große Schiffe, etwa die zahlreichen Kreuzfahrtschiffe vermeiden müssen: Hörgár- und Laufásgrunn vor dem Pfarrhofmuseum Laufás.
Aus dem äußeren Fjord zweigen Richtung Westen zwei kleinere Fjorde ab: Héðinsfjörður und Ólafsfjörður.
Am südlichen Fjordende liegt die Stadt Akureyri, am Westufer die Fischerorte Dalvík und Ólafsfjörður, am Ostufer das Freilichtmuseum Laufás und der Ort Grenivík.

## Insel Hrísey und Name des Fjords
Im Fjord selbst liegt die Insel Hrísey. Sehr wahrscheinlich ist diese namensgebend für den Namen „Inselfjord“ (so die Übersetzung von Eyjafjörður) gewesen.

## Die weißen Raucher im Eyjafjörður
Im Jahre 1997 entdeckte man etwa 1800 m vor dem Pass Víkurskarð im Eyjafjörður heiße Quellen. Diese haben drei Säulen gebildet, die bis zu 45 m hoch sind.
Die Geothermalquellen befinden sich in basaltischen Laven, die ein Alter von 6 bis zu 12 Millionen Jahren haben. Sie stehen anscheinend in Zusammenhang mit einer oder zwei Bruchzonen in Richtung NNO und NW, bei denen jedoch keine heißen Quellen bekannt sind.
Die Raucher wurden genauer untersucht. Dabei stellte sich heraus, dass das Wasser, das ihnen entströmt, 72° C heiß ist. Die Säulen bestehen aus Smektit, einem Tonmineral, das sich bildet, wenn SiO2-reiche Flüssigkeit auf kaltes magnesiumhaltiges Wasser trifft. Man untersuchte außerdem die Bakterien an den Rauchern.
Sie stehen seit 2001 unter Naturschutz und sind ein beliebtes Ziel von Tauchausflügen geworden. 
Außer dieser Gruppe von Rauchern hat man inzwischen weitere Gruppen von Rauchern im nördlichen Eyjafjörður gefunden, die aber noch nicht untersucht worden sind.

## Das Tal Eyjafjörður
Wie in Island üblich trägt das mit ihm verbundene Tal denselben Namen wie der Fjord bzw. Eyjafjarðardalur. Es erstreckt sich ca. 60 km nach Süden ins Land hinein.

### Zu den Rauchern im Eyjafjörður
- Zu den Rauchern, Geoscience, engl.
- V. T. Marteinsson, J. K. Kristjánsson, H. Kristmannsdóttir, M. Dahlkvist, K. Saemundsson, M. Hannington, S. K. Pétursdóttir, A. Geptner, P. Stoffers: Discovery and description of giant submarine smectite cones on the seafloor in Eyjafjordur, northern Iceland, and a novel thermal microbial habitat. In: Applied and environmental microbiology. Band 67, Nummer 2, Februar 2001, S. 827–833, doi:10.1128/AEM.67.2.827-833.2001, PMID 11157250, PMC 92654 (freier Volltext).
- Zur Probenentnahme, Morgunblaðið, Juli 1998, isl.
- ruv.is: Hreinsa hverastrýtur í Eyjafirði (Memento vom 10. Juni 2009 im Webarchiv archive.today) (isländisch)